# Choca-de-natterer
Choca-de-natterer (nome científico: Thamnophilus stictocephalus) é uma espécie de ave pertencente à família dos tamnofilídeos. Pode ser encontrada na Bolívia e Brasil.
Seu nome popular em língua inglesa é "Natterer's slaty antshrike".